# Henri-Dominique Saffrey
Henri-Dominique Saffrey, né le 10 avril 1921 à Paris et mort le 19 mai 2021 dans la même ville, est un helléniste et philosophe français, spécialisé dans le néo-platonisme, notamment de Proclus.

## Biographie
Henri Saffrey est né à Paris le 10 avril 1921.
Il suit des études de Mathématiques spéciales puis devient Centralien (Promotion 1944) à l'École Centrale des Arts et Manufactures. Il devient dominicain en 1944 en intégrant les Facultés dominicaines de philosophie et théologie du Saulchoir, et professeur d'histoire de la philosophie ancienne au Couvent d'études du Saulchoir, il étudie la philosophie et la théologie en achevant une licence en philosophie scolastique et Lecteur en théologie en 1952.
Docteur en philosophie de l’Université d'Oxford en 1961, et après directeur de recherche au CNRS (Paris) de 1962 à 1989, il fut titulaire de la médaille d'argent du CNRS (Paris) en 1988.
- 1955-1969 : cours d’histoire de la Philosophie ancienne au Saulchoir[2].
- 1968-1972 : cours à la Faculté des Lettres (Paris IV-Sorbonne)[2].
- 1972-1980 : session d’un mois chaque année à l’École Biblique de Jérusalem[2].
- 1982-1983 : cours d’histoire du néoplatonisme à la Faculté de Théologie de l’Université de Fribourg (CH).
- 1992-1993 : cours d’histoire du néoplatonisme à la Faculté de Théologie protestante de Paris.

## Œuvres
- Proclus, Théologie platonicienne. Tome 1, Introduction. Livre I ; éd. et tr. Leendert Gerritt Westerink & Henri-Dominique Saffrey. Paris : les Belles Lettres, 1968. (Collection des Universités de France). cxcv-298 p.  (ISBN 2-251-00284-7).
- Proclus, Théologie platonicienne. Tome 2, Livre II ; éd. et tr. Leendert Gerritt Westerink & Henri-Dominique Saffrey. Paris : les Belles Lettres, 1974. (Collection des Universités de France). xcv-216 p.  (ISBN 2-251-00285-5).
- Proclus, Théologie platonicienne. Tome 3, Livre III ; éd. et tr. Leendert Gerritt Westerink & Henri-Dominique Saffrey. Paris : les Belles Lettres, 1978. (Collection des Universités de France). cxix-261 p.  (ISBN 2-251-00286-3).
- Proclus, Théologie platonicienne. Tome 4, Livre IV ; éd. et tr. Leendert Gerritt Westerink & Henri-Dominique Saffrey. Paris : les Belles Lettres, 1978. (Collection des Universités de France). xcix-316 p.  (ISBN 2-251-00287-1).
- Proclus, Théologie platonicienne. Tome 5, Livre V ; éd. et tr. Leendert Gerritt Westerink & Henri-Dominique Saffrey. Paris : les Belles Lettres, 1987. (Collection des Universités de France). ciii-376 p.  (ISBN 2-251-00386-X).
- Proclus, Théologie platonicienne. Tome 6, Livre VI. Index général ; éd. et tr. Leendert Gerritt Westerink & Henri-Dominique Saffrey. Paris : les Belles Lettres, 1997. (Collection des Universités de France). cxxxiii-224 p.  (ISBN 2-251-00462-9).
- Porphyre, Lettre à Anébon. Texte établi, traduit et commenté par Henri-Dominique Saffrey et Alain-Philippe Segonds. Paris : les Belles Lettres, 2012. (Collection des Universités de France). cxix-92 p.  (ISBN 978-2-251-00576-8)[2].
- Jamblique, Réponse à Porphyre (De mysteriis). Texte établi, traduit et annoté par Henri-Dominique Saffrey et Alain-Philippe Segonds. Paris : les Belles Lettres, 2013. (Collection des Universités de France). clvi-364 p.  (ISBN 978-2-251-00580-5)[2].
- Sancti Thomae de Aquino Super librum de causis expositio (Textus Philosophici Friburgenses 4-5, éd. J. M. Bochenski), Fribourg-Louvain, Société Philosophique, Éditions E. Nauwelaerts, 1954, LXXIV, 150 p. Deuxième édition, Paris, Librairie philosophique J. Vrin, 2002.

- Recherches sur la tradition platonicienne au Moyen Âge et à la Renaissance. Paris : J. Vrin, 1987. (Vrin-reprise). 255 p.  (ISBN 2-7116-0950-2).
- Recherches sur le néoplatonisme après Plotin. Paris : J. Vrin, 1990. (Histoire des doctrines de l'Antiquité classique ; 14). 317 p.  (ISBN 2-7116-1024-1).
- Proclus, Hymnes et prières, Traduits du grec et présentés par H. D. Saffrey, Paris, Arfuyen, 1994, 95 p.  (ISBN 2-908825-35-X).
- « Les débuts de la théologie comme science (IIIe – VIe siècle) », Revue des Sciences philosophiques et théologiques 80 (1996) p. 201-220.
- Humanisme et imagerie aux XVe et XVIe siècles. Études iconologiques et bibliographiques. Paris : J. Vrin, 2003. (De Pétrarque à Descartes ; LXXII). XVI-272 p.  (ISBN 2-7116-1668-1).
- (avec Aubrey Diller et L. G. Westerink), Bibliotheca Graeca Manuscripta Cardinalis Dominici Grimani (1461-1523) [Bibliotheca Nazionale Marciana, Collana di Studi 1], Venise, Edizioni della Laguna, 2003. XII + 211 p.  (ISBN 88-8345-150-3).
- Histoire de l’Apôtre Paul ou faire chrétien le monde. Nouvelle édition revue, corrigée et augmentée. Paris, Desclée de Brouwer, 2007. 268 p.  (ISBN 978-2-220-05757-6).
- Peter Kingsley, Dans les antres de la sagesse. Étude parménidienne. Traduit de l'anglais par Henri-Dominique Saffrey. Paris : les Belles Lettres, 2007. (Collection "Vérité des mythes"). 212 p.  (ISBN 978-2-251-32442-5).
- Eric R. Dodds, Païens et chrétiens dans un âge d'angoisse. Aspects de l'expérience religieuse de Marc Aurèle à Constantin. Traduit de l'anglais par Henri-Dominique Saffrey. Paris : les Belles Lettres, 2007 ; 2e éd. augmentée d'une postface de Georges Devereux, 2010. (L'âne d'or ; 33). 174 p.  (ISBN 978-2-251-42040-0).
- Nigel G. Wilson, De Byzance à l'Italie. L'enseignement du grec à la Renaissance. Traduit de l'anglais par Henri-Dominique Saffrey. Paris : les Belles Lettres, 2015. (L'âne d'or ; 48).  (ISBN 978-2-251-42058-5).
- Wilhelm Kroll, Discours sur les oracles chaldaïques. Traduit du latin par Henri-Dominique Saffrey. Paris : J. Vrin, 2016. (Textes et tradition ; 28).  (ISBN 978-2-7116-2746-2).

## Nécrologies, hommages
Philippe Hoffmann, « Henri Dominique Saffrey (1921-2021) in memoriam », Revue des sciences philosophiques et théologiques, t. 104, 2021, p. 601-631.